# Ingrid Steeger
Ingrid Anita Steeger (Berlino, 1º aprile 1947 – Bad Hersfeld, 22 dicembre 2023) è stata un'attrice tedesca.

## Biografia
Ingrid Steeger nasce a Berlino il 1º aprile 1947, ultima di tre figli di una famiglia di negozianti. Frequenta la Handelsschule di Berlin e lavora come segretaria di un architetto. Il fotografo Frank Quade la sceglie come fotomodella. A Berlin diventa Miss Filmfestival.
Nel 1970 debutta nel film Die liebestollen Baronessen. Inizia a girare film softsex con scene di nudo. La popolarità nazionale viene con la serie televisiva Klimbim di Michael Pfleghar. Lavora al fianco di Elisabeth Volkmann, Horst Jüssen, Wichart von Roëll e Peer Augustinski. La serie prosegue fino al 1979.
Con Iris Berben lavora nella serie Zwei himmlische Töchter, uno spin-off di Klimbim. Una serie correlata di Zwei himmlische Töchter con la commedia Die Gimmicks accoppiata.
Nel 1992 recita nel ruolo di Mona nella serie TV Der große Bellheim din Dieter Wedel.
Dopo anni senza aver recitato, causa la morte di Elisabeth Volkmann (2006) e Horst Jüssen (2008) così come l'incidente a Peer Augustinski, Ingrid Steeger vive grazie al Arbeitslosengeld II.
Nel febbraio 2011 recita in teatro con l'opera Jackpot della Komödie Kassel.
Dal maggio 2012 Ingrid Steeger recita nella commedia Kassel nel pezzo Gatte gegrillt. Dal novembre 2012 al febbraio 2013 recita nel pezzo Der Kurschattenmann in teatro al Dom di Colonia. Im November 2014 präsentiert sie Herzgeschichten – Erotisches und heiter Besinnliches von Goethe bis Marilyn Monroe im Kammerspielchen in Solingen.

## Vita privata
Nel 1973 sposa il cameraman Lothar Elias Stickelbrucks; due anni dopo si separano. Dal 1974 si unisce con il regista Michael Pfleghar. Nel 1977 segue il cacciatore Peter Koenecke in Kenya. Dal 1983 al 1987 è legata all'attore Jean-Paul Zehnacker, e dal 1988 al 1992 al regista Dieter Wedel. Successivamente si sposa con l'ambientalista americano Tom LaBlanc. Nel 1995 si separa. Rimane per un anno con l'attore Bernd Seebacher a Zurigo. 
Nel 1997 ritorna ad Amburgo, poi nel 2010 a Monaco di Baviera.
Sulle relazioni con gli uomini scrive nel 2004 il libro Meine MANNschaft. Steeger dona il ricavato ai bambini malati di AIDS.

## Premi principali
- 1975: BRAVO Otto in Bronzo per la star TV più amata
- 1976: Bravo Otto in argento
- 1976: Goldene Kamera der TV-Zeitschrift Hörzu
- 1977: Bravo Otto in argento
- 1978: Bravo Otto in oro
- 1990: Bambi

## Filmografia parziale

### Cinema
- Vicky... Cover Girl (À belles dents), regia di Pierre Gaspard-Huit (1966) - non accreditata
- Il gorilla di Soho (Der Gorilla von Soho), regia di Alfred Vohrer (1968) - non accreditata

- Der Partyphotograph, regia di Hans D. Bove (1968) - non accreditata
- Le viziosette (Rat' mal, wer heut bei uns schläft...?), regia di Alexis Neve (1969)
- Die liebestollen Baronessen, regia di Alexis Neve (1970)
- Sesso a domicilio (Ich - Ein Groupie), regia di Erwin C. Dietrich (1970)
- Le piccanti avventure dei tre moschettieri (Die Sex-Abenteuer der drei Musketiere), regia di Erwin C. Dietrich (1971)
- Der lüsterne Türke, regia di Michael Miller (1971)
- Morte sul Tamigi (Die Tote aus der Themse), regia di Harald Philipp (1971)
- Blutjunge Verführerinnen, regia di Erwin C. Dietrich (1971)
- Ehemänner-Report, regia di Harald Philipp (1971)
- Die goldene Banane von Bad Porno, regia di Ralf Gregan (1971)
- Le hostess (Die Stewardessen), regia di Erwin C. Dietrich (1971)
- L'autista di notte (Sonne, Sylt und kesse Krabben), regia di Jerzy Macc (1971)
- Zum zweiten Frühstück: Heiße Liebe, regia di Hubert Frank (1972)
- Bettkarriere, regia di Ralf Gregan (1972)
- Blutjunge Verführerinnen 2, regia di Erwin C. Dietrich (1972)
- Hochzeitsnacht-Report, regia di Hubert Frank (1972)
- Mädchen, die nach München kommen, regia di Walter Boos (1972)
- Salon massage (Massagesalon der jungen Mädchen), regia di Eberhard Schröder (1972)
- Schulmädchen-Report 4. Teil - Was Eltern oft verzweifeln lässt, regia di Ernst Hofbauer (1972) - non accreditata
- Sesso in corsia (Krankenschwestern-Report), regia di Walter Boos (1972)
- Blutjunge Verführerinnen 3. Teil, regia di Erwin C. Dietrich (1972)
- Vizi e peccati delle donne nel mondo (Hausfrauen Report international), regia di Ernst Hofbauer (1973)
- Die Bett-Hostessen (1972)
- Liebe in drei Dimensionen (1973)
- Der Kommissar (1973)
- Schulmädchen-Report 5 – Was Eltern wirklich wissen sollten (1973)
- Junge Mädchen mögens heiß, Hausfrauen noch heißer (1973)
- Der Liebesmarkt (1973)
- Drei Männer im Schnee (1974)
- Ein langer Ritt nach Eden (1974)
- Münchner Geschichten (1974)
- L'ispettore Derrick (1975)
- Zwei himmlische Töchter (1978)
- Zwei Kumpel in Tirol (1978)
- Klimbim (1979)
- Susi (1980)
- André schafft sie alle (1985)
- Glücklich geschieden (1985)
- Warten auf Hugo (1986)
- Derrick – Absoluter Wahnsinn (1987)
- Wilder Westen inclusive (1988)
- Pension Corona (1989)
- Der große Bellheim (1993)
- Familie Heinz Becker (1993)
- Zwei alte Hasen – Grandhotel (1995)
- 14º Distretto (1996)
- Rosamunde Pilcher (1996)
- Die blaue Kanone (1999)
- Paul Is Dead (2000)
- Gute Zeiten – Schlechte Zeiten (2002)
- Klinikum Berlin Mitte – Leben in Bereitschaft (2002)
- Il nostro amico Charly (2004)
- Edel & Starck (2004)
- Crazy Race 2 – Warum die Mauer wirklich fiel (2004)
- Goldene Zeiten (2006)

## Discografia (parziale)

### Album
- Ingrid Steeger singt Klimbim (1975)
- Ich will keine Schokolade… Ich will lieber einen Mann (1987 bei Phonogram GmbH Hamburg als MC erschienen)

### Singoli
- Ich bin nicht der Mount Everest
- Franz-Josef, nimm die Finger weg!
- Der muss Rhein …
- Fly Me (Dieser Titel ist die instrumentale Titelmelodie der Himmlischen Töchter, eingespielt von Louis Kaplan & His Crew)